# Feliks Rapf
Feliks Rapf (ur. 11 stycznia 1891 w Tarnowie, zm. 7 marca 1972 w Nowym Sączu) – polski pedagog, publicysta, działacz turystyczny i społeczny, popularyzator nauki, taternik. Weteran obu wojen światowych oraz wojny polsko-bolszewickiej. Patron nowosądeckiego oddziału Polskiego Towarzystwa Tatrzańskiego.

## Życiorys
Urodził się w Tarnowie, szkołę powszechną ukończył w Zbarażu. Po ukończeniu gimnazjum w Nowym Sączu w 1909 roku rozpoczął studia na Wydziale Inżynierii Politechniki Lwowskiej. Od 1911 roku studiował na Uniwersytecie Jana Kazimierza. Po wybuchu I wojny światowej został zmobilizowany. Jako oficer armii austro-węgierskiej brał udział w walkach na frontach rosyjskim i włoskim. Od 1919 roku służył w Wojsku Polskim w stopniu kapitana. Uczestniczył w wojnie polsko-bolszewickiej. Zdemobilizowany w 1921 roku, rozpoczął pracę jako nauczyciel w Gimnazjum im. Jana Długosza w Nowym Sączu. Uczył także w żeńskim Gimnazjum i Liceum im. Marii Konopnickiej.
Członek Towarzystwa Tatrzańskiego od 1908 roku, w roku 1924 został prezesem Oddziału PTT „Beskid” w Nowym Sączu. Funkcję tę sprawował do 1949 roku, z przerwą w okresie II wojny światowej. W latach 1928–1932 oraz 1935–1948 (również z przerwą wojenną) był członkiem Zarządu Głównego PTT. Jako prezes oddziału nowosądeckiego był organizatorem schronisk turystycznych w Szczawnicy Dolnej i na Przehybie. Był także autorem pierwszej w Polsce szczegółowej instrukcji znakowania szlaków turystycznych. Pasjonował się fotografią górską. Był także współzałożycielem oddziału PTMA w Nowym Sączu. W 1937 roku został odznaczony Złotym Krzyżem Zasługi.
Jako oficer brał udział w kampanii wrześniowej. Następnie powrócił do Nowego Sącza. Uczestniczył w tajnym nauczaniu. Po zakończeniu działań wojennych w 1945 roku organizował naukę w I Gimnazjum oraz odnowę Oddziału „Beskid”. Był zwolennikiem połączenia Polskiego Towarzystwa Tatrzańskiego i Polskiego Towarzystwa Krajoznawczego. Do 1952 roku był prezesem nowosądeckiego oddziału PTTK. W tym samym roku przeszedł na emeryturę, nie zaprzestając działalności pedagogicznej i społecznej. Zarówno przed II wojną światową, jak i po jej zakończeniu, publikował m.in. w „Przeglądzie Turystycznym”, „Turyście”, „Wierchach”, „Horyzontach Techniki”, „Uranii”. W 1948 roku został odznaczony Krzyżem Kawalerskim Orderu Odrodzenia Polski.
Zmarł 7 marca 1972 roku w Nowym Sączu, został pochowany na cmentarzu komunalnym przy ul. Rejtana. Jest patronem odrodzonego Oddziału PTT „Beskid” oraz nowosądeckiej ulicy. 
Jego Wspomnienia wojenne 1914–1920, ze wstępem i pod redakcją naukową Dawida Golika, zostały opublikowane w 2011 roku.